# 落合真理
落合 真理（おちあい まり、1982年1月4日 - ）は、日本の元女子バレーボール（元日本代表）選手。スポーツキャスター・タレント。ケイブロス所属。

## 来歴
東京都板橋区出身父が監督を務める小学生バレーボールチームで、小学校3年生よりバレーボールを始める。成徳学園高校（現・下北沢成徳高校）では春高バレーに主将として出場。1999年世界ユース選手権に主将として出場し優勝に貢献。全日本代表候補にも選ばれ「天才少女」と呼ばれた。
2000年、日立ベルフィーユに入部するが1年で廃部し、久光製薬スプリングスに移籍したが、直後に左膝半月板損傷と内臓系の手術を行い、半年以上に及ぶリハビリを経て復帰した。2005年第11回Vリーグから主将としてチームをまとめ、自身もレギュラーを獲得。2006-07年プレミアリーグ優勝、2007年4月、日韓V.LEAGUE TOP MATCH大会2連覇、同年5月、第56回黒鷲旗全日本選手権大会2連覇と、チームのシーズン3冠達成を牽引した。
2006年、全日本代表に選出（2001年以来5年ぶり）。ワールドグランプリ2006で国際試合デビューを果たし、同年開催の世界選手権に出場。2007年も全日本登録メンバーであった。
2006-07年プレミアリーグシーズン中に、持病の膝痛が再発。シーズン終了後に検査を受けた結果、再び手術とリハビリが必要との診断を受け現役続行を断念。2007年7月末日付を以て、久光を退団し、現役引退した。
2008年2月にNHKのバレーボール中継で初解説。現在はテレビのバレーボール中継解説やバレーボール教室等での後進の指導に加え、タレント・モデルとしての芸能活動をしている。

## 人物・エピソード
キャッチコピー
風を切り裂くポニーテール（2006ワールドグランプリ）
稲妻ポニーテール（2006世界選手権）
- 中学時代のあだ名は鼻血ブッシュ大統領[2]。
- 特技・趣味は料理、好きな歌手は安室奈美恵。
- キレのあるスパイクと安定したプレーが魅力。ポニーテールと爽やかな癒し系の雰囲気が印象的な選手。日本代表では試合の中盤に出場することが多く、試合の流れを変える能力を持っていた。
- 2012年5月7日、同年5月16日に会社員男性と結婚することが所属事務所から発表された[3]。
- 2014年10月に第1子男児を、2016年に第2子男児を[4]、2020年第3子を男児を出産[5]。
- 2012年11月18日、挙式及び披露宴が行われ、親友の浦田聖子（現ビーチバレー選手）[6]、大竹七未（元女子サッカー選手）[7]、田中雅美（元水泳選手）[8]、出水麻衣（TBSアナウンサー）などが出席した[9]。

## 出演

### テレビ
- オールスター感謝祭 （TBS、2010年10月2日）　赤坂5丁目スプリントリレー
- 月曜ゴールデン「明日もまた生きていこう」（TBS、2010年10月25日） - 成徳学園バレーボール部コーチ・水野瑠璃子役 （※バレーボール指導、監修も兼ねる）
- 世界バレーボール選手権大会2010年女子大会 3位決定戦（TBS、2010年11月）
- 関口宏の東京フレンドパークII（TBS、2011年2月14日）大林素子、高橋みゆきと共に出演。
- くりぃむクイズ ミラクル9（テレビ朝日、2012年4月25日）

## 所属チーム
- 志村二中
- 成徳学園高等学校（現・下北沢成徳高等学校）
- 日立ベルフィーユ（2000-2001年）
- 久光製薬スプリングス（2001-2007年）

## 球歴
- 全日本代表 - 1998年、2001年、2006年
- 全日本代表としての主な国際大会出場歴
  - 世界選手権 - 2006年